# سی‌وی‌اس فارمسی
سی‌وی‌اس فارمسی (انگلیسی: CVS Pharmacy) شرکت خرده‌فروشی و داروخانه‌های زنجیره‌ای آمریکایی است، که در سال ۱۹۶۳ توسط استنلی گولدشتاین تأسیس شد و هم‌اکنون مالک شبکه‌ای از ۹۹۶۷ شعبه در ایالات متحده می‌باشد و به‌عنوان بزرگترین شبکه داروخانه ایالات متحده آمریکا شناخته می‌شود.